# Heinrich Julius von Wietersheim
Heinrich Julius von Wietersheim, auch Witersheim (* 5. Dezember 1585 in Stadthagen; † 10. Oktober 1645 in Opperode) war Stiftshofmeister in Quedlinburg.

## Leben
Wietersheim war der Sohn des holsteinisch-schaumburgischen Kanzlers Anton (I.) von Wietersheim und dessen Ehefrau Margarethe Langermann. Ludwig von Wietersheim, Anton (II.) von Wietersheim, Ernst von Wietersheim und Gabriel von Wietersheim waren seine Brüder.
Wietersheim immatrikulierte sich am 2. April 1600 an der Universität Marburg. Weitere Stationen waren die Universitäten in Leiden (1604) und in Padua (1606).
Am 10. April 1606 wurde Wietersheim ein Kanonikat der Domkirche zu Hamburg als Sinekure übertragen. 1611 wurde er von Herzog Heinrich Julius von Braunschweig-Wolfenbüttel zum Rat berufen. Als dessen Sohn Christian von Braunschweig-Wolfenbüttel zum Bischof in Halberstadt ernannt wurde, machte sich Wietersheim bei der Planung und Durchführung der Feierlichkeiten unabkömmlich. Dafür wurde er dann auch zum Hofmeister und Kammerrat ernannt, während sein jüngerer Bruder Anton (II.) von Wietersheim Kanzler des Stifts Halberstadt wurde.
1622 erfolgte eine Ernennung zum Rittmeister. Im Folgejahr nahm Wietersheim das Amt des Halberstädter Stiftshauptmanns an und wurde gleichzeitig auch zum Amtshauptmann zu Gatersleben bei Quedlinburg bestellt. Als besondere Auszeichnung wurde ihm sogar eine Wohnung im Schloss zugewiesen.
In den Jahren 1630 bis 1637 fungierte er als Geheimer Rat und Stiftshofmeister der Quedlinburger Äbtissin Herzogin Dorothea Sophie von Sachsen-Altenburg.
1609 heiratete er Elisabeth von der Lippe. Heinrich Meibom verfasste aus diesem Anlass eine Gratulationsschrift. Als sie am 8. Mai 1633 starb, ging er am 20. Februar 1634 eine zweite Ehe mit Agnes Margarethe von Stammer ein. Seine zweite Ehefrau starb am 31. März 1641. Auch hier hielt Wietersheim ein knapp bemessenes Trauerjahr ein, um dann im März 1642 Maria Susanne von Bila zu ehelichen.
Wietersheim wurde, wie drei seiner Brüder, von Fürst Ludwig I. von Anhalt-Köthen 1635 in die Fruchtbringende Gesellschaft aufgenommen. Er verlieh ihm den Gesellschaftsnamen der Ausziehende und das Motto die Zahnflüsse. Als Emblem wurde ihm die Natterwurzel (Polygonum bistorta L.) zugedacht. Im Köthener Gesellschaftsbuch der Fruchtbringenden Gesellschaft findet sich der Eintrag Wietersheims unter der Nr. 266. Dort ist auch das Reimgesetz vermerkt, mit welchem er sich für die Aufnehme bedankt:
Die Natterwurtzel pflegt die Zahnflüß auß zu ziehen,
Waß vberflüßig ist daß mag man kühnlich fliehen,
Weil eß nit frommen bringt; Außziehend ich genand.
Mich hab' in dieser schar. Diß kraut ist auch bekandt
Vnd von den besten einß, die gifft vnd feuchtigkeiten
Außziehet, recht gebraucht, vnd die Zu allen Zeiten.
Wer kan außziehen nuhn deß Sattans nattergifft?
Der Schlangentretter, der ihn tödt vnd vbertrifft.
Im Alter von 61 Jahren starb Heinrich Julius von Wietersheim am 10. Oktober 1645 in Opperode, bei Ballenstedt.